# 温德桥
温德桥位于中国吉林省吉林市，是跨越温德河的一座桥梁。1924年开工，1933年通车。
旧桥全长109米，宽12米，为拱桥。在2010年7月28日的洪水中被冲毁。，之后在原地重建新桥，新桥全长234米，宽35米，双向6车道，采用梁桥结构，并于2010年11月10日恢复通车。